# Рафал Перл
Рафал Павел Перл (пољ. Rafał Paweł Perl; Шчећин, 20. мај 1981.) је пољски дипломата, амбасадор у Србији (2020–2024).

## Биографија
Рафал Перл дипломирао је политологију на Универзитету у Шчећину. Студирао је такође у Лијежу, у Лозани и у Стразбуру.
Дипломатску каријеру је започео 2004. године у Министарству спољних послова Републике Пољске. Од 2006. до 2011. био одговоран за односе Пољске с Хрватском, Босном и Херцеговином, Албанијом и Македонијом. У периоду од 2011. до 2015. у Амбасади Републике Пољске у Вашингтону као гласноговорник и одговоран за политичка питања и односе с јавношћу. Од 2015. је био у Секретаријату министра спољних послова као шеф одељења, заменик директора, а од марта 2018. на месту директора Секретаријата министра спољних послова. У августу 2020 је предао акредитивна писма Председнику Републике Србије Александру Вучићу и постао амбасадор у Србији. Мандат је завршио у јулу 2024.

## Одликовања
| Награда или одликовање | Награда или одликовање  | земља  | датум | место   |
| ---------------------- | ----------------------- | ------ | ----- | ------- |
|                        | Сребрни крст за заслуге | Пољска | 2019  | Варшава |